# أبو إسحاق العنبري
العَنْبَرِيُّ أَبُو إِسْحَاقَ إِبْرَاهِيْمُ بنُ إِسْمَاعِيْلَ الطُّوْسِيّ
الإِمَامُ، القُدْوَةُ، الرَّبَّانِيّ، الحَافِظُ، المُجَوِّدُ، مُحَدِّث طُوْس، وَأَزهدُهُم بَعْد مُحَمَّد بن أَسْلم، وَأَخصُّهُم بِصُحْبَتِهِ، وَأَكْثَرهُم رِحلَة.

## سيرته
سَمِعَ: يَحْيَى بن يَحْيَى التَّمِيْمِيّ، وَابْن رَاهْوَيْه، وَعَلِيّ بن حُجْرٍ، وَابْن حُمَيْدٍ، وَالحُسَيْن بن حُرَيْثٍ، وَعُبَيْد اللهِ القَوَارِيْرِيّ، وَهَنَّاد بن السَّرِيّ، وَأَبَا مُصْعَبٍ، وَمُحَمَّد بن رُمْح، وَهِشَام بن عَمَّارٍ، وَقُتَيْبَة بن سَعِيْدٍ، وَإِبْرَاهِيْم بن يُوْسُفَ الفَقِيْه، وَمُحَمَّد بن أَسْلَم، وَطَبَقَتهُم.
حَدَّثَ عَنْهُ: أَبُو النَّضْرِ الفَقِيْه، وَأَبُو الحَسَنِ بنُ زُهَيْر، وَمُحَمَّد بن صَالِحِ بن هَانِئ، وَآخَرُوْنَ.
ذَكَرَهُ الحَاكِم، وَلَمْ يذكر تَارِيْخاً لِمَوْتِهِ، وَكَذَلِكَ مُؤرخ حلب الصَّاحبُ كمَالُ الدِّين العُقَيْلِيّ.
قَالَ أَبُو النَّضْرِ الفَقِيْهُ: كَتَبْتُ عَنْهُ (مسنَده) بخطِّي، فِي مائَتَيْنِ وَتِسْعِيْنَ جُزْءاً.
قُلْتُ: مَوْته تخمِيناً بَعْد الثَّمَانِيْنَ وَمائَتَيْنِ، وَكَانَ مِنْ أَبْنَاءِ الثَّمَانِيْنَ، أَوْ دونهَا بِيَسِيْرٍ، وَهُوَ مِنْ أَئِمَّةِ الهدَى -رَضِيَ اللهُ عَنْهُ-.